# Log v Bohinju
Log v Bohinju je naselje u slovenskoj Općini Bohinju. Log v Bohinju se nalazi u pokrajini Gorenjskoj i statističkoj regiji Gorenjskoj. 

## Stanovništvo
Prema popisu stanovništva iz 2002. godine naselje je imalo 20 stanovnika.